# География на Сомалия
Сомалия е държава в Източна Африка, разположена на полуостров Сомалия, покрай южния бряг на Аденския залив на север и Индийския океан на изток. На югозапад Сомалия граничи с Кения (дължина на границата – 720 km), на запад – с Етиопия (1640 km), а на северозапад – с Джибути (58 km). Общата дължина на сухоземните граници е 2418 km. На север и изток територията на Сомалия се мие съответно от водите на Аденския залив и на Индийския океан, като дължината на бреговата ивица е 3230 km. Бреговата линия е много слабо разчленена, без никакви естествени заливи. На изток, на 45 km навътре в океана се вдава полуостров Хафун, на който е разположен нос Рас Хафун, най-източната точка на Африка. От североизток на югозапад Сомалия се простира на 1830 km, а ширината ѝ е от 190 km в средните части до 890 km на север. В тези си граници заема площ от 637 657 km². Населението към 1 януари 2020 г. е 17 100 000 души. Столица е град Могадишу.
Територията на Сомалия се простира между 12°00′ с.ш. и 1°40′ ю.ш. и между 41°00′ и 51°25′ и.д. Крайните точки на страната са следните:
- крайна северна точка – 11°59′ с.ш., нос Рас Алула, на брега на Аденския залив на Индийския океан;
- крайна южна точка – 1°40′ ю.ш., на границата с Кения, на брега на Индийския океан;
- крайна западна точка – 41°00′ и.д., на границата с Кения, простираща се на 410 km по меридиана от 2°49′ с.ш. до 0°50′ ю.ш.;
- крайна източна точка – 51°25′ и.д., нос Рас Хафун, на брега на Индийския океан (най-източната точка на Африка).[2]

## Релеф, геоложки строеж, полезни изкопаеми
Централните части на страната са заети от обширното Сомалийско плато с надморска височина от 500 до 1500 m. Северната периферия на платото е високо издигната, разчленена на отделни масиви, силно разчленени от дълбоки и тесни дефилета. Всички тези масиви са обединени в планината Уарсанжели-Миджуртина с максимална височина връх Шимбирис (2418 m). На югоизток платото полегато и с два отстъпа се спуска до океана, а на север и югоизток то е обградено от широки до 100 km, леко хълмисти низини.
Сомалия се намира в североизточната част на Африканската платформа, фундаментът на която се открива във възвишенията на юг от Аденската рифтова зона и в масива Бур. Той (фундамента) е изграден от дорифейски гнайси и амфиболити, рифейски шисти, риолити и туфи, вендски или камбрийски пясъчници и шисти. Чехълът е изграден от морски и лагунни наслаги, с юрска, кредна и палеогенска възраст и е с мощност до 7 – 8 km (синеклизите Мареханска, Мудугска, Сеевероизточно-Миджуртинска). В контактната зона по крайбрежието на Индийския океан мощността на чехъла достига до 14 km. Със скалите на фундамента са свързани находищата на пиезокварц, берилий, тантал, ниобий, калай (в пегматитовите жили), урано-ториеви и железни руди. В скалите от палеогена са открити находища на урано-ванадиеви руди, а в крайбрежно-морските наслаги – илменит.

## Климат, води
Климатът на Сомалия е екваториално-мусонен, засушлив, а на север – тропичен, пустинен и полупустинен. Количеството на валежите намалява от юг на север и от запад на изток от 500 – 600 mm до 100 mm и по-малко годишно. Главния дъждовен сезон (т.нар. „гу“) е от април до юли и е сезонът, в който узряват посевите от царевица, памук, сусам, бобови култури. Вторият влажен сезон (т.нар. „дер“) е от октомври до декември и е благоприятен за посевите от сорго и просо. През сухите сезони, т.нар. „хагай“ (от юли до септември) и т.нар. „джилал“ (от декември до март) се прекратява земеделската дейност и естествената растителност прегаря. Характерен за Сомалия е почти еднаквия ход на температурата: на север средната януарска температура е 25 – 30°С, а средната юлска 32°С. На юг годишната температурна амплитуда е 2 – 3°С, а денонощните температурни амлитуди във вътрешните райони достигат до 30°С.
В страната има две постоянно течащи реки: плавателната за плитко газещи речни съдове в долното си течение Джуба (497, 1600* km) и левият ѝ приток Шебеле (1820* km). В останалите райони на Сомалия преобладават сухите долини „туги“, запълващи с вода само през дъждовните периоди.

## Почви, растителност, животински свят
Голяма част от територията на Сомалия е заета от тревисто-храстови пустини с бодливи дървета и храсти, листата на които окапват през сухия сезон. Почвите са червено-кафяви и червеникаво-кафяви. В оазисите растат палми (финикова, дум, кокосова). Има множество ефироносни храсти, даващи ценни ароматни смоли. По долините на двете големи реки са развити гъсти галерийно-тропични гори.
Сред животинският свят на Сомалия най-многобройни са тревопасните бозайници (антилопи, зебри, биволи, жирафи), а от хищниците – лъвове, леопарди, хиени, чакали и др. В крайречните гори обитават слонове, носорози, диви свине, няколко вида маймуни, а в реките се срещат крокодили и хипопотами. Много богата е фауната на птиците, влечугите и насекомите.

### Околна среда
Сомалия е полупустинна страна с близо 2% обработваема земя. Гражданската война има голямо въздействие върху тропическите гори като улеснява добива на дървени въглища при периодично появяващите се суши. Сомалийският природозащитник и носител на наградата Златен природозащитник, Фатма Жирбел, става първият сомалиец, който спасява и защитава природата чрез местни инициативи, организира местни общности за защита на провинцията и околната среда. Жирбел основава екип от млади хора като им обяснява необратимото нараняване на някои растения и продукти. Тя се присъединява и към институт до Буран, в който организира програмата на Керван от камили. Този проект, освен че пази околната среда, помага за сътворяването на мир между сомалийците. Фатма Жирбел се бори срещу горските пожари, събирайки дърва. Нейните кампании подобряват значително околната среда и затова тя получава наградата Златен природозащитник. Тя е също и ръководител на организацията за помощ с Хорн и развитие.